# Nils Bosæus

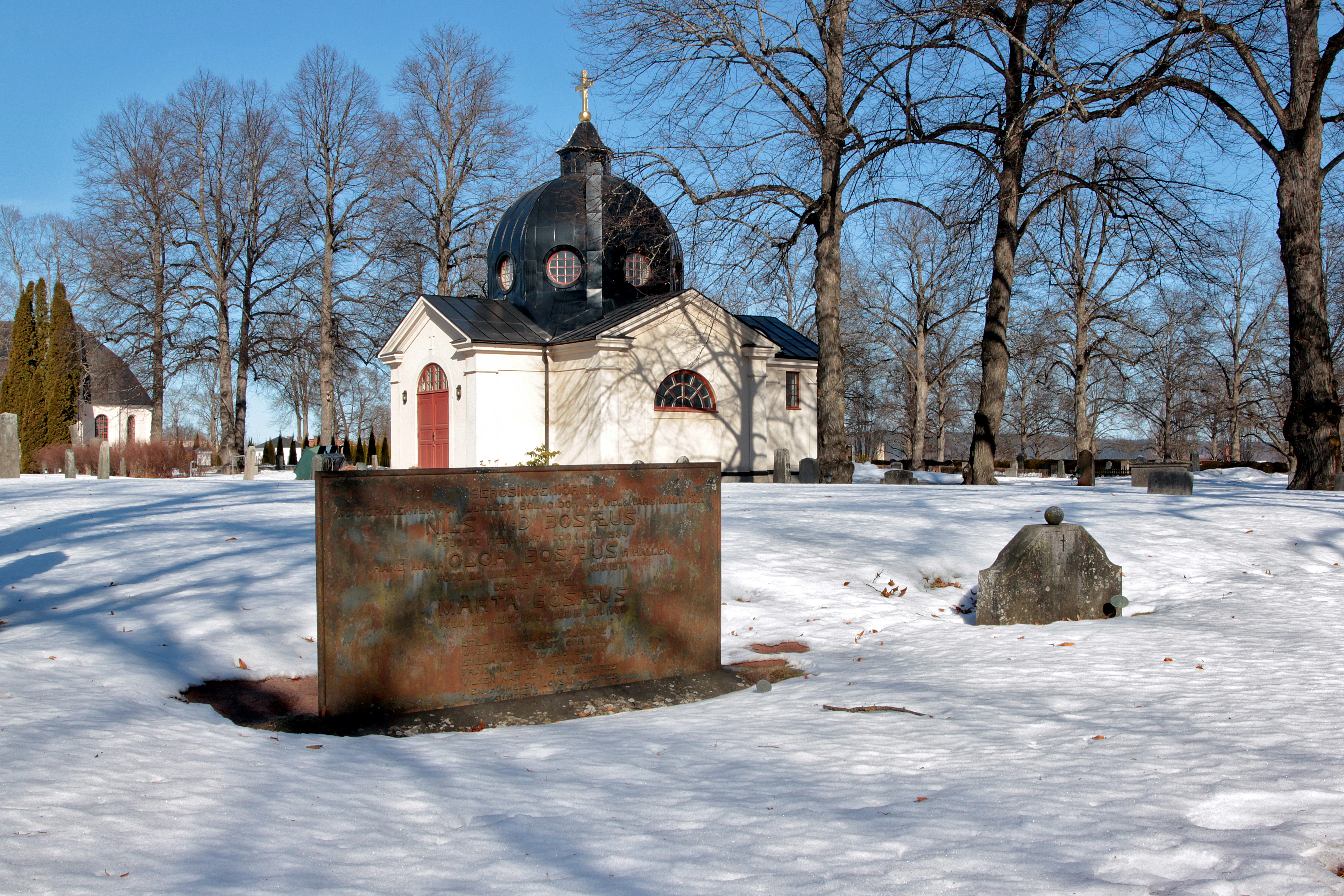
Nils Bosæus grav på Hedemora kyrkogård.

Nils Walfrid Bosæus, född 20 februari 1847 i Köping, död 1 maj 1934 i Hedemora, var en svensk ingenjör och riksdagspolitiker.
Bosæus var disponent vid AB Gellivare Malmfält 1896-1908. Som riksdagsman var han ledamot av riksdagens första kammare 1909-1911 för Norrbottens läns valkrets.